# E429号線
E429号線(E429ごうせん、英: European route E429) はベルギーのトゥルネーからハレを結ぶ、欧州自動車道路のBクラス幹線道路。

## 経路
- ベルギー
  - E403号線 – トゥルネー
  - E19号線 – ハレ